# Тайные страсти
«Та́йные стра́сти» (фр. Choses secrètes) — эротическая драма 2002 года режиссёра Жана-Клода Бриссо  с молодыми французскими актрисами Сабриной Сейвеку и Корали Ревель  в  главных ролях. Премьера в мире — 16 октября 2002 года.

## Сюжет
Молодая француженка Сандрин работает в баре, где она знакомится со стриптизёршей Натали, которая живёт вне рамок морали и нравственности. Отказавшись оказать клиентам бара услуги интимного характера, девушки теряют работу. Сандрин негде жить и Натали предлагает для ночлега свою квартиру. Вскоре девушки становятся подругами и любовницами. От Натали Сандрин узнаёт, каким образом можно использовать свою красоту и сексуальность в качестве оружия для завоевания успеха и власти.
Сандрин устраивается на работу секретарём в крупный банк. Она без труда соблазняет стареющего господина Делакруа, который является правой рукой владельца банка. Он искренне влюблён в Сандрин, ради неё  даже готов разрушить свой двадцатилетний брак. Девушка умело манипулирует им, убеждает  принять на работу  Натали. Разворачивается сложная любовная коллизия, в которой замешан и наследник банковской империи Кристоф.  Однажды Кристоф  совершенно не случайно становится свидетелем горячей сцены на троих  прямо в офисе Делакруа. Своему помощнику он ставит ультиматум: либо полное повиновение, либо немедленное увольнение, а на девушек у него совсем другие виды.  Сандрин должна выйти за него замуж, дабы умирающий от рака отец смог переписать завещание в пользу своего непутёвого сына.
Во время свадебного пиршества все узнают, что отец Кристофа умер. Новоиспечённый муж  признаётся Сандрин, что он на самом деле совершенно не заинтересован в ней, как и в Натали, чьё сердце он разбил ранее. Единственная женщина, которую он любит и желает —  его сестра Шарлотта, напоминающая ему умершую мать. Кристоф устраивает оргию в замке отца и силой заставляет Сандрин совокупиться с гостями вечера. Ночью Кристоф выгоняет свою жену из дворца. Неожиданно появившаяся Натали стреляет в Кристофа на глазах у собравшихся, и он умирает на ступенях замка.
Проходят годы. Сандрин вместе с Шарлоттой правят банковской империей. Делакруа  —  верный и кроткий помощник. Однажды Сандрин встречает на улице Натали. Та уже вышла из тюрьмы, создала семью с одним из тюремных надзирателей и родила сына. В результате Сандрин приходит к выводу, что Натали —  единственная из героев этой истории, кто обрёл истинное счастье.

## В ролях
- Корали Ревель — Натали
- Сабрина Сейвеку — Сандрин
- Роже Мирмон — Делакруа
- Фабрис Девиль — Кристоф
- Бландин Бари — Шарлотта
- Оливье Солер — Каден
- Мария-Луиза Гарсия — мать Сандрин
- Дороти Пикард— мать Делакруа

## Награды
- 2003 —  Международный Каннский кинофестиваль
  - Приз французской культуры французскому кинематографисту года

## Скандалы
В 2005 году режиссёр Жан-Клод Бриссо́ был признан виновным в  сексуальном домогательстве к актрисам между 1999 и 2001 во время проб к фильму. Эта история позднее дала Бриссо пищу для съёмок фильма  «Ангелы возмездия» (2006).

## Отзывы
film-dienst 25/2003: «Несмотря на откровенность сексуальных сцен, это не порнофильм,  но интеллектуальное искусство изучения секса и власти на рабочем месте, которое поддерживается игрой прекрасных исполнителей».
Журнал Cahiers du cinéma  включил  картину в список десяти лучших фильмов 2002 года по своей версии.